# 胎牛血清
胎牛血清（Fetal Bovine Serum, FBS）是一種取自牛胚胎的血清，常用於配置動物細胞的培養基。胎牛血清中含有生長因子等蛋白質，且抗體含量少。細胞生物學的研究人員通常會在培養基中加入一定比例的胎牛血清，以幫助維持體外培養（in vitro）的細胞的存活。但胎牛血清的組成複雜多變，研究人員一般將其視作成分不明的混合物，認爲其可能增加實驗結果的不確定性。目前，研究人員已研究出不含胎牛血清的無血清培養基及化學成分確定的培養基（Chemically defined medium, CDM）。
胎牛血清一般由配有特殊設備的屠宰場製備。在屠宰時，有時候可以發現懷孕的母牛。這時，有特殊設備的屠宰場就會將胎牛消毒後送往特殊的製取設備中，取得其血液，然後將其餘部分銷毀。取得的血液通過離心等方法，經加工後就成了胎牛血清。胎牛血清的製備過程中會使胎牛忍受強烈疼痛，因此胎牛血清的製取存在一定的倫理學爭議。